# Taraxacum pauckertianum
Taraxacum pauckertianum — вид квіткових рослин з родини айстрових (Asteraceae). Вид зростає в Європі: Чехія, Німеччина, Нідерланди, Польща, Швейцарія; це багаторічна рослина помірних біомів.